# Dărmănești
Pour l’article homonyme, voir Dărmănești (Suceava).
Dărmănești est une ville en Moldavie roumaine, dans le județ de Bacău.